# Football Club Utrecht
Il Football Club Utrecht, meglio noto come FC Utrecht o solamente Utrecht, è una società calcistica olandese con sede nella città di Utrecht. Milita in Eredivisie, la massima serie del campionato dei Paesi Bassi, dove gioca sin dalla sua fondazione, senza essere mai retrocesso. Ha vinto per tre volte la coppa dei Paesi Bassi (nel 1984-85, nel 2002-03 e nel 2003-04) e per una volta la Johan Cruijff Schaal (nel 2004).

## Storia

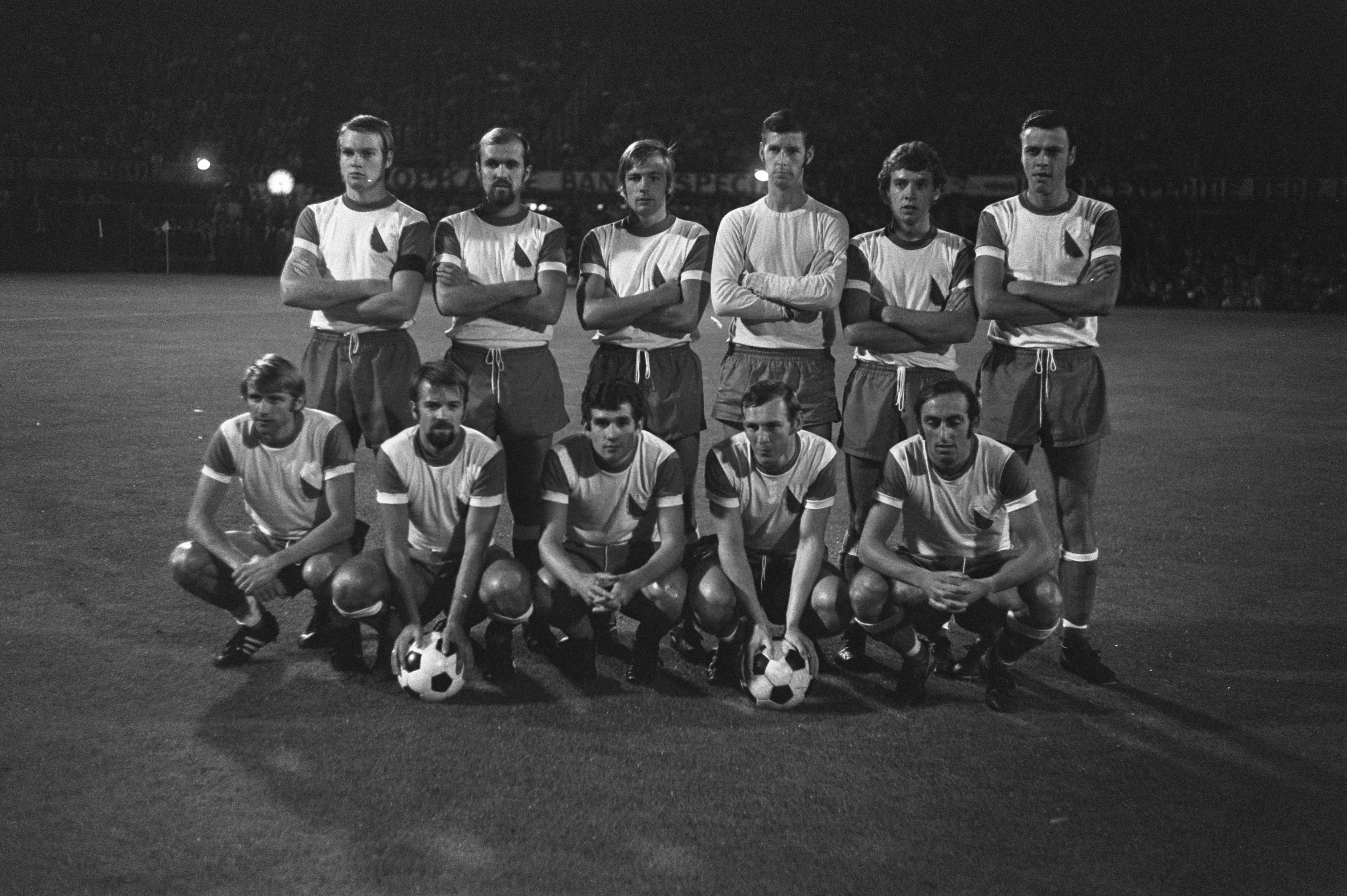
Formazione dell'FC Utrecht scesa in campo il 19 agosto 1970 nella sua prima partita ufficiale contro il Feyenoord.

Il club venne fondato il 1º luglio 1970 dalla fusione di tre società calcistiche della città di Utrecht: DOS, Velox ed Elinkwijk. Dalla sua nascita, il club ha sempre militato in Eredivisie, senza mai retrocedere, ma senza riuscire a vincere il campionato, ottenendo come migliore risultato il terzo posto nella stagione 1980-1981.
Subito dopo la fusione la squadra venne iscritta in Eredivisie per la stagione 1970-1971, usufruendo del titolo sportivo del DOS che aveva terminato al sedicesimo posto la stagione 1969-1970. Il primo allenatore della squadra fu Bert Jacobs e la prima partita che venne disputata il 19 agosto 1970 a Rotterdam contro il Feyenoord. La partita d'esordio, nonostante il vantaggio iniziale, si concluse con una sconfitta per 4-1 e nella stessa stagione la squadra perse per 7-1 dall'Ajax, terminando il torneo al nono posto. Nel torneo successivo l'FC Utrecht ottenne un miglior piazzamento, terminando al sesto posto in classifica, mentre nelle annate successive alternò posizionamenti a metà classifica con posizionamenti a ridosso della zona retrocessione. Il quinto posto conquistato nell'Eredivisie 1979-1980 consentì all'FC Utrecht di qualificarsi per la prima volta a una competizione UEFA, accedendo alla Coppa UEFA 1980-1981: fece il suo esordio contro la compagine rumena dell'Argeș Pitești, che superò grazie alla vittoria casalinga per 2-0, per poi essere eliminato dai tedeschi dell'Eintracht Francoforte ai sedicesimi di finale, che ribaltarono gli olandesi che avevano vinto l'andata in Germania. L'FC Utrecht raggiunse il suo miglior piazzamento in campionato nella stagione successiva col terzo posto finale a ridosso dell'Ajax e a pari punti col Feyenoord. Il 20 aprile 1981 l'FC Utrecht giocò contro il PSV l'ultima partita nel vecchio stadio Galgenwaard, che venne demolito e ricostruito per assicurare nuovi standard di sicurezza. Il nuovo stadio Galgenwaard, preso come esempio per la sua innovatività, venne inaugurato nell'agosto 1982.

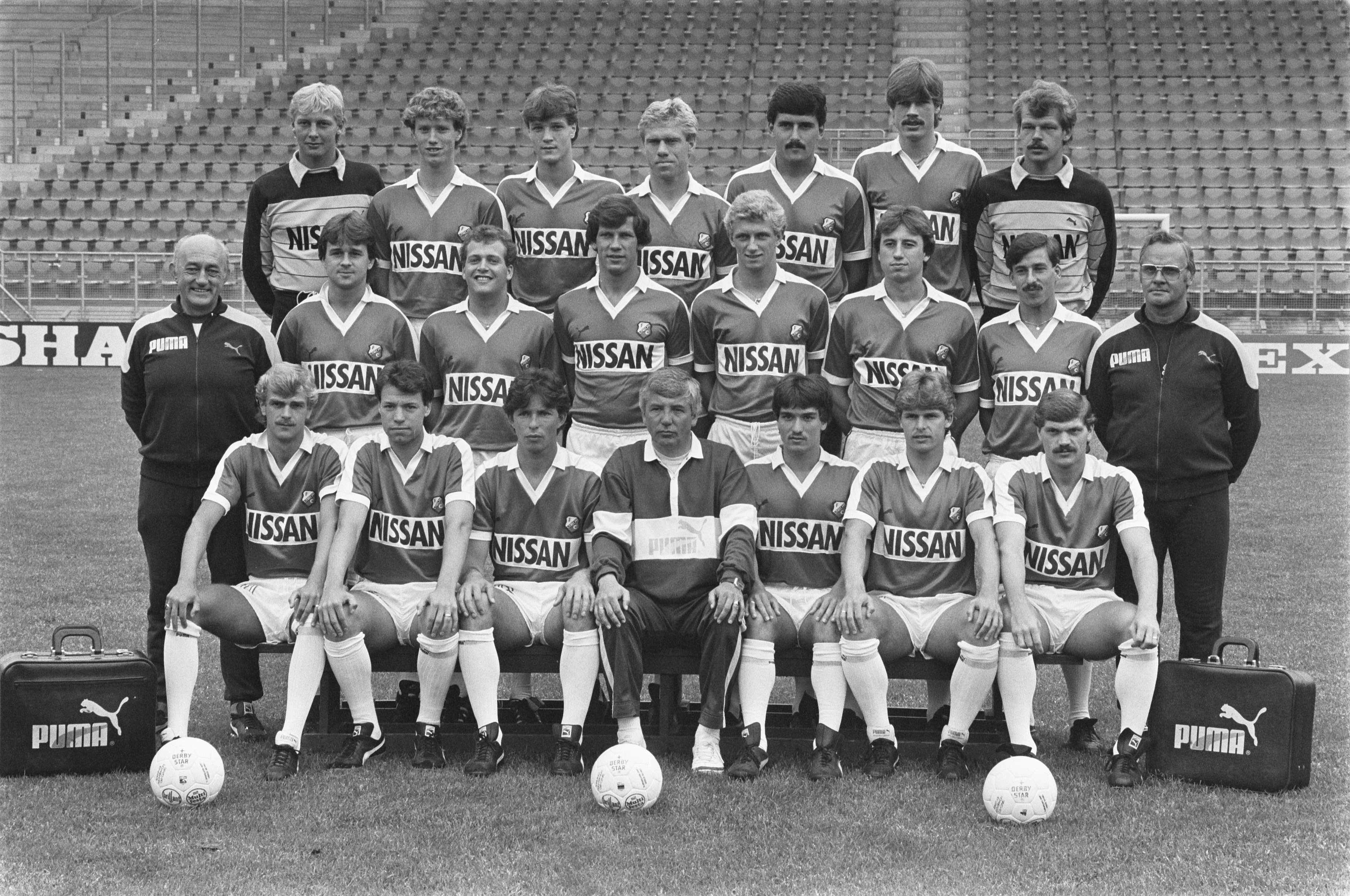
Rosa dell'FC Utrecht all'avvio della stagione 1984-1985.

Negli anni successivi, anche a seguito di problemi economici, le prestazioni della squadra calarono in campionato, mentre ebbe ottimi risultati nella coppa nazionale. Nell'edizione 1981-1982 della KNVB beker l'FC Utrecht raggiunse la finale con una squadra giovane, tra i quali spiccavano Jan Wouters, Gert Kruys e Frans Adelaar: dopo aver vinto la gara di andata per 1-0, nel ritorno l'AZ Alkmaar ribaltò il risultato, vincendo per 5-1 e conquistando la coppa. L'FC Utrecht tornò in finale di coppa nell'edizione 1984-1985, ma in quest'occasione il risultato fu diverso e i biancorossi, superando l'Helmond Sport grazie alla rete realizzata da John van Loen, conquistarono la coppa nazionale per la prima volta nella loro storia, nonché primo trofeo conquistato dal club. Grazie a questo successo, la squadra partecipò alla Coppa delle Coppe 1985-1986, dove, però, si fermò subito ai sedicesimi di finale, venendo eliminata dai sovietici della Dinamo Kiev, che poi vinsero il torneo. Negli anni successivi la squadra rimase nella parte bassa della classifica di Eredivisie, con un unico acuto nella stagione 1990-1991 quando conquistò un quarto posto finale, che le consentì di accedere alla Coppa UEFA 1991-1992, dove venne eliminato dal Real Madrid ai sedicesimi di finale.
Nonostante i problemi economici che caratterizzarono i primi anni 2000, l'FC Utrecht conquistò tre trofei nel biennio 2003-2004: vinse la coppa nazionale sia nella stagione 2002-2003 sia nella stagione 2003-2004 e vinse la supercoppa dei Paesi Bassi nel 2004. Nella finale di coppa del 2003 l'FC Utrecht superò il Feyenoord per 4-1 grazie alla doppietta di Igor Gluščević e alle reti di Jean-Paul de Jong e di Dirk Kuijt. Nella finale di coppa del 2004 ad essere sconfitto fu il Twente grazie alla rete realizzata da Dave van den Bergh, che consegnò all'Utrecht il terzo trofeo, il secondo consecutivo. Tre mesi più tardi arrivò la conquista della supercoppa nazionale, grazie alla vittoria per 4-2 sull'Ajax, ottenuta in rimonta con tre reti realizzate nei minuti finali della partita. Nella stessa stagione l'Utrecht raggiunse la fase a gironi della Coppa UEFA, ma perse tutte e quattro le gare e, con l'ultimo posto, venne eliminato dalla competizione. La stagione 2005-2006 fu funestata dalla morte per arresto cardiaco a 26 anni del difensore francese David Di Tommaso il 29 novembre 2005. In sua memoria, l'FC Utrecht ha ritirato la maglia numero 4 e ha istituito un trofeo in suo nome che viene assegnato nell'ultima partita casalinga di campionato al giocatore più popolare della stagione.
L'FC Utrecht raggiunse la fase a gironi della UEFA Europa League 2010-2011, venendo sorteggiato nel girone K assieme al Liverpool, al Napoli e alla Steaua Bucarest: conquistò cinque pareggi e una sola sconfitta dalla Steaua Bucarest, concludendo, però, all'ultimo posto e venendo eliminato dalla competizione. Tra il 2016 e il 2020 la squadra consolidò la propria posizione in Eredivisie tra il quarto e il sesto posto, prestazioni che non era finora riuscita a confermare per più annate di fila. Nel 2020 l'FC Utrecht ha raggiunto nuovamente la finale di coppa dei Paesi Bassi, ma sfida all'Ajax è stata cancellata e il trofeo non assegnato a causa della pandemia di COVID-19.

## Strutture

### Stadio

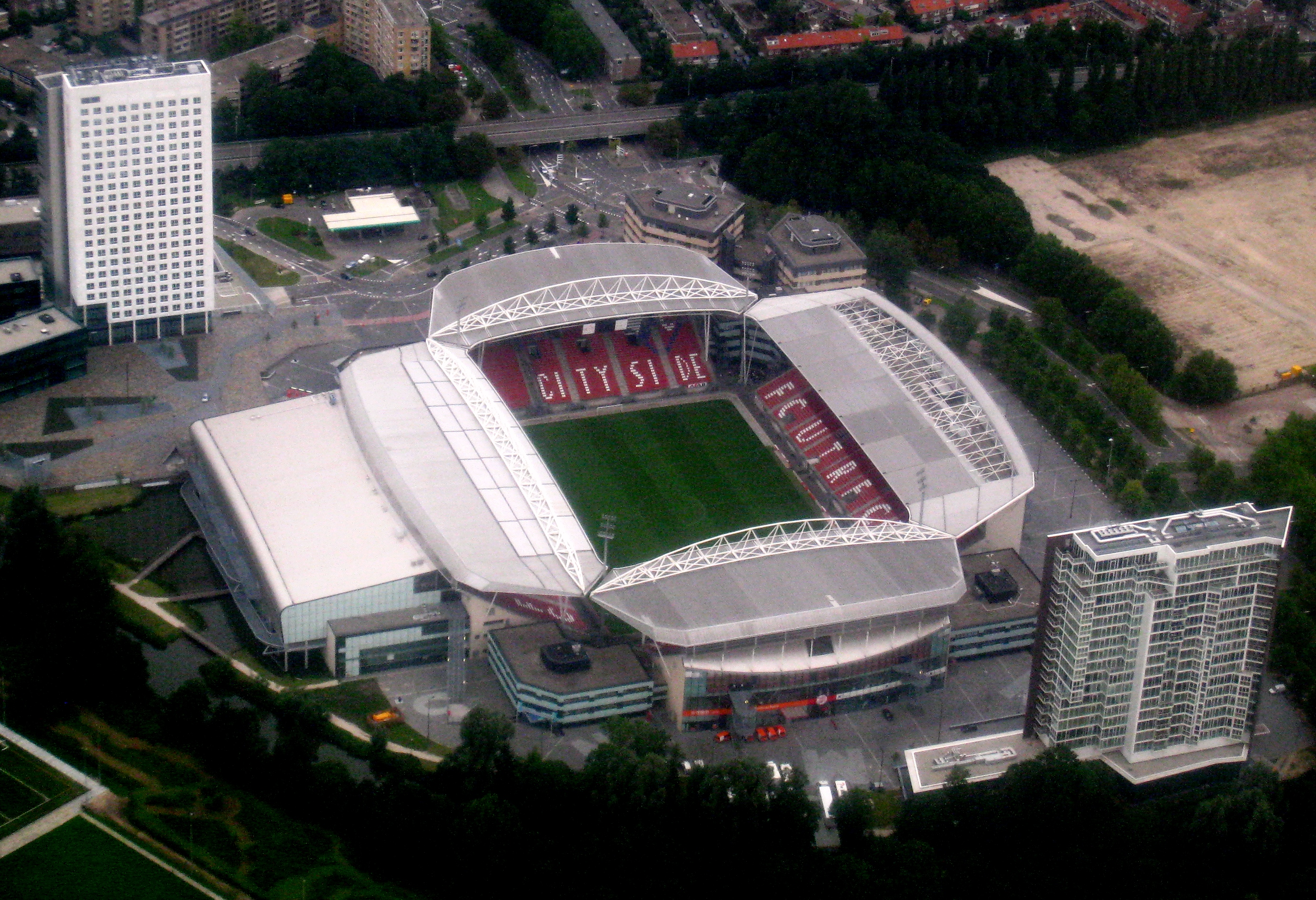
Panoramica dall'alto dello Stadion Galgenwaard.

L'FC Utrecht gioca le sue gare casalinghe allo Stadion Galgenwaard, che ha una capienza di 23 750 spettatori. La prima struttura dello stadio venne realizzata nel 1936, ma soprattutto negli anni settanta emersero le carenze in termini di sicurezza e di visibilità, vista la presenza di una pista ciclabile tra il campo da gioco e le tribune. Il 20 aprile 1981 venne disputata l'ultima partita nel vecchio stadio e subito dopo iniziarono i lavori di demolizione e di ricostruzione dello stadio, lavori che terminarono nell'agosto 1982. La nuova struttura non aveva più la pista ciclabile né le recinzioni e un fossato divideva il campo da gioco dalle tribune, così che vennero impedite le invasioni di campo; con un congruo numero di ingressi e di uscite di sicurezza, il nuovo stadio risultò essere tra i più sicuri stadi d'Europa, venendo menzionato anche dal rapporto Taylor come esempio. Nel 2002 vennero effettuati nuovi lavori di ammodernamento delle tribune, che portarono la capienza fino a 23 750 posti a sedere

## Società
Oltre alla prima squadra, la società gestisce anche tutte le selezioni giovanili per le diverse classi di età e la squadra riserve, nota come Jong Utrecht. Quest'ultima è iscritta alla Eerste Divisie, seconda serie del campionato olandese, sin dalla stagione 2016-2017 e gioca le partite interne allo Sportcomplex Zoudenbalch.
Nel 2007 venne istituita la sezione femminile dell'FC Utrecht e venne iscritta alla prima edizione dell'Eredivisie, il nuovo primo livello del campionato femminile olandese. Alla prima stagione la squadra ottenne un terzo posto finale. La squadra partecipò alle prime 5 edizioni del campionato finché nel 2012 le massime serie dei campionati belga e olandese vennero unite nella BeNe League. L'FC Utrecht prese parte alle prime due edizioni della BeNe League, ma si ritirò a metà del campionato 2013-2014, perché nel gennaio 2014 venne dichiarata la bancarotta della società, che pose fine dopo 7 anni alla sezione femminile dell'FC Utrecht.

## Allenatori
- 1970-1974  Bert Jacobs
- 1974-1976  Jan Rab
- 1976-1983  Han Berger
- 1983-1984  Barry Hughes
- 1984-1987  Nol de Ruiter
- 1987-1989  Han Berger
- 1989-1990  Cees Loffeld
- 1990-1993  Ab Fafié
- 1993-1995  Leo van Veen
- 1995-1996  Simon Kistemaker (1ª-18ª)

 Nol de Ruiter (19ª-20ª)
 Ronald Spelbos (21ª-34ª)
- 1996-1997  Ronald Spelbos
- 1997-1998  Nol de Ruiter,  Jan Wouters (1ª-19ª)

 Mark Wotte (20ª-34ª)
- 1998-1999  Mark Wotte
- 1999-2000  Mark Wotte (1ª-25ª)

 Frans Adelaar (26ª-34ª)
- 2000-2002  Frans Adelaar
- 2002-2007  Foeke Booy
- 2007-2008  Willem van Hanegem
- 2008-2009  Willem van Hanegem (1ª-16ª)

 Ton du Chatinier (17ª-34ª)
- 2009-2011  Ton du Chatinier
- 2011-2012  Erwin Koeman (1ª-9ª)

 Jan Wouters (10ª-34ª)
- 2012-2014  Jan Wouters
- 2014-2015  Rob Alflen
- 2015-2017  Erik ten Hag
- 2017-2018  Erik ten Hag (1ª-18ª)

 Jean-Paul de Jong (19ª-34ª)
- 2018-2019  Jean-Paul de Jong (1ª-4ª)

 Marinus Dijkhuizen (5ª)
 Dick Advocaat (6ª-34ª)
- 2019-2020  John van den Brom
- 2020-2021  John van den Brom (1ª-7ª)

 René Hake (8ª-34ª)
- 2021-2022  René Hake (1ª-27ª)

 Rick Kruys (28ª-34ª)
- 2022-2023  Henk Fraser (1ª-14ª)

 Michael Silberbauer (15ª-34ª)
- 2023-2024  Michael Silberbauer (1ª-4ª)

 Ron Jans (5ª-)

## Calciatori

### Vincitori di titoli
Calciatori campioni d'Asia
- Tommy Oar (Australia 2015)

## Palmarès

### Competizioni nazionali
- Coppa dei Paesi Bassi: 3

1984-1985, 2002-2003, 2003-2004
- Supercoppa dei Paesi Bassi: 1

2004

### Competizioni internazionali
- Coppa Piano Karl Rappan: 1

1978

### Altri piazzamenti
- Campionato olandese:

Terzo posto: 1980-1981
- Coppa dei Paesi Bassi:

Finalista: 1981-1982, 2001-2002, 2015-2016, 2019-2020
Semifinalista: 1973-1974, 1994-1995, 2010-2011
- Supercoppa dei Paesi Bassi:

Finalista: 2003
- Coppa Intertoto UEFA:

Finalista: 2007

## Statistiche e record

### Partecipazione ai campionati
| Livello | Categoria  | Partecipazioni | Debutto   | Ultima stagione | Totale |
| ------- | ---------- | -------------- | --------- | --------------- | ------ |
| 1º      | Eredivisie | 56             | 1970-1971 | 2025-2026       | 56     |

### Partecipazione alle coppe
| Competizione               | Partecipazioni | Debutto   | Ultima stagione | Totale |
| -------------------------- | -------------- | --------- | --------------- | ------ |
| Coppa dei Paesi Bassi      | 51             | 1970-1971 | 2020-2021       | 51     |
| Supercoppa dei Paesi Bassi | 2              | 2003      | 2004            | 2      |
| Coppa delle Coppe          | 1              | 1985-1986 | 1985-1986       | 1      |
| Coppa UEFA                 | 9              | 1980-1981 | 2005-2006       | 14     |
| UEFA Europa League         | 5              | 2010-2011 | 2025-2026       | 14     |
| Coppa Intertoto            | 1              | 2007      | 2007            | 1      |

## Organico

### Rosa 2025-2026
| N. |                        | Ruolo | Calciatore           |
| -- | ---------------------- | ----- | -------------------- |
| 1  | Grecia (bandiera)      | P     | Vasilios Barkas      |
| 2  | Belgio (bandiera)      | D     | Siebe Horemans       |
| 3  | Paesi Bassi (bandiera) | D     | Mike van der Hoorn   |
| 5  | Islanda (bandiera)     | D     | Kolbeinn Finnsson    |
| 6  | Paesi Bassi (bandiera) | C     | Davy van den Berg    |
| 7  | Danimarca (bandiera)   | C     | Victor Jensen        |
| 8  | Germania (bandiera)    | C     | Can Bozdoğan         |
| 9  | Paesi Bassi (bandiera) | A     | David Min            |
| 10 | Francia (bandiera)     | C     | Yoann Cathline       |
| 11 | Paesi Bassi (bandiera) | A     | Noah Ohio            |
| 14 | Iraq (bandiera)        | C     | Zidane Iqbal         |
| 15 | Inghilterra (bandiera) | A     | Adrian Blake         |
| 16 | Marocco (bandiera)     | D     | Souffian El Karouani |
| 17 | Turchia (bandiera)     | A     | Emirhan Demircan     |
| 19 | Paesi Bassi (bandiera) | A     | Jesse van de Haar    |

| N. |                        | Ruolo | Calciatore        |
| -- | ---------------------- | ----- | ----------------- |
| 20 | Paesi Bassi (bandiera) | C     | Dani de Wit       |
| 21 | Paesi Bassi (bandiera) | C     | Gjivai Zechiël    |
| 22 | Spagna (bandiera)      | A     | Miguel Rodríguez  |
| 23 | Danimarca (bandiera)   | D     | Niklas Vesterlund |
| 24 | Paesi Bassi (bandiera) | D     | Nick Viergever    |
| 25 | Paesi Bassi (bandiera) | P     | Michael Brouwer   |
| 26 | Paesi Bassi (bandiera) | A     | Miliano Jonathans |
| 27 | Belgio (bandiera)      | C     | Alonzo Engwanda   |
| 32 | Paesi Bassi (bandiera) | P     | Tom de Graaff     |
| 33 | Paesi Bassi (bandiera) | P     | Kevin Gadellaa    |
| 38 | Indonesia (bandiera)   | C     | Ivar Jenner       |
| 40 | Belgio (bandiera)      | D     | Matisse Didden    |
| 43 | Marocco (bandiera)     | C     | Rafik El Arguioui |
| 44 | Paesi Bassi (bandiera) | D     | Mike Eerdhuijzen  |
| 55 | Inghilterra (bandiera) | D     | Derry Murkin      |